# Ismáíl Sámání
Ismáíl ibn Ahmad („Ismail, syn Ahmadův“), celým jménem Abū Ibrāhīm Ismāˀīl ibn Ahmad (ابو ابراهیم اسماعیل بن احمد), známý jako Ismáíl Sámání (persky اسماعیل سامانی, Ismāˀīl Sāmānī, tádžicky Исмоили Сомонӣ, Ismoili Somonī, uzbecky Ismail Somoniy; zemřel v listopadu 907) byl perský emír z dynastie Sámánovců. Vládl Transoxanii (892–907) a Chorásánu (900–907). Byl synem Ahmada ibn Asada a potomkem Sámána Chudy, zakladatele sámánovské dynastie, který zavrhl zoroastrismus a přijal islám.
Ismáíl se těší velké popularitě v Tádžikistánu, kde je považován za otce národa. Je po něm pojmenována tádžická měna somoní a nejvyšší tádžická hora Štít Ismoili Somoního.
Jediná dochovaná památka z éry Ismáíla Sámáního se nachází v městském parku v Buchaře v Uzbekistánu, která je dodnes označována jako mauzoleum Ismáíla Sámáního, resp. jako mauzoleum Sámánovců (Samanidů).